# Wadoku
Wadoku, alternativ: WaDoku oder WaDokuJT, (japanisch 和独辞典 Wadoku Jiten, deutsch ‚japanisch-deutsches Wörterbuch‘) ist ein kostenloses japanisch-deutsches Online-Wörterbuch.

## Geschichte
Grundlage für Wadoku war ein Text-Glossar, das Ulrich Apel für seine Dissertation über japanische Zukunftsplanung und Zukunftsforschung erstellte. Die vorhandenen japanisch-deutschen bzw. japanisch-englischen Wörterbücher waren für seine Zwecke nicht aktuell genug: Die zum damaligen Zeitpunkt aktuelle Version des Wörterbuch der deutschen und japanischen Sprache – Japanisch-Deutsch von Robert Schinzinger et al. war bereits 1980 veröffentlicht worden; das japanisch-englische Kenkyūsha's New Japanese-English Dictionary im Jahr 1974. Daher begann Apel selbst Übersetzungen für Vokabeln aus dem Bereich der Zukunftstechnologie – Begriffe wie „Informationsgesellschaft“ und „virtual reality“ – zu sammeln. Vorbild für das Projekt waren vor allem Jim Breens japanisch-englisches Wörterbuch EDICT und sein mehrsprachiges Wörterbuch JMDict, bei denen Erweiterbarkeit und Mitarbeit der Benutzer zentral sind. Seit 1999 ist Wadoku online erreichbar, 2006 kamen ein Forum und 2007 ein Wiki dazu.

## Daten und Zusammenarbeit mit anderen Projekten
Das Wadoku enthielt 2013 rund 115.000 Stichwörter und insgesamt etwa 275.000 Datensätze; die Version vom 5. Juli 2020 enthielt 396270 Datensätze. Wadoku ist laut eigenen Angaben das „mit großem Abstand umfassendste und aktuellste japanisch-deutsche Wörterbuch“. Die Wadoku-Wörterbuchdatei ist in verschiedenen Formaten und Versionen verfügbar und kann in freie Software und Server-Systeme kostenlos eingebunden werden. Sie kommt unter anderem in den Wörterbüchern JMDict und Papillon, sowie in linguistischen Studien zum Einsatz.
Es besteht eine enge Zusammenarbeit mit Hans-Jörg Bibikos Japanisch-Deutschem Kanji-Lexikon, das die Übersetzungen der Wadoku-Wörterbuchdatei nutzt. Die Einträge des Wadoku verlinken wiederum auf Einträge des Japanisch-Deutschen Kanji-Lexikon, welche unter anderem Abbildungen der Strichreihenfolge der Kanji enthalten und im von Ulrich Apel entwickelten KanjiVG-Format vorliegen.

## Besonderheiten
Die  japanische Schriftsprache ist gekennzeichnet durch eine starke orthographische Varianz, das heißt, viele Wörter können auf mehrere Arten, die alle korrekt sind, geschrieben werden. Dadurch muss häufig die in einem Wörterbuch verwendete Schreibung erst erraten werden. Das Wadoku versucht deshalb, alle möglichen Schreibungen eines Wortes aufzunehmen.

## Mitarbeit
Benutzer können neue Einträge bzw. Korrekturen zu bestehenden Einträgen vorschlagen, die redaktionell geprüft werden.